# Xavier Andorrà
Xavier Andorrà Julià (Andorra la Vella, 7 giugno 1985) è un calciatore andorrano, attaccante svincolato.

## Carriera
Precedentemente ha giocato per Benicarló, Gimnástico Alcázar e Binéfar. Il suo debutto internazionale è avvenuto nel 2005.